# Alfonso Broqua
Alfonso Broqua (Montevideo, 11 de septiembre de 1876 - París, 24 de noviembre de 1946), músico y compositor uruguayo considerado un ejemplo del Nacionalismo musical en Uruguay.

## Biografía
A los 10 años fue iniciado en el estudio de la música por un profesor llamado Silveyra. Muy delicado de salud cuando era niño, permaneció largas temporadas en el campo, influencia que denota su producción. Su primera obra fue editada en Montevideo a principios del siglo XX. Para efectuar estudios superiores se trasladó a Bélgica en 1909, algo que no pudo cumplir hasta más tarde en París, ingresando a la Schola Cantorum, donde fue discípulo de Vincent d'Indy, Albert Roussel y Auguste Sérieyx.
Su primera obra importante es Tabaré, adaptación lírica de fragmentos del poema de Juan Zorrilla de San Martín, para voces y orquesta, estrenada en Montevideo en 1910. Tiene además, una suite para piano denominada Poema de las Lomas, ejecutada en París por los pianistas Ricaro Viñas y Mª. Marcel Heuchin, entre otros. Un quinteto en sol menor, estrenado en París en la Société nationale de Musique, con un gran éxito de crítica, y un gran número de piezas sueltas para una y dos guitarras, instrumento por el cual compuso con una inaudita habilidad. Varias canciones infantiles y otras de carácter popular divulgaron a este compositor que refleja constantemente en sus obras dos modalidades llenas de sabor peculiar, el incaico y el netamente popular de su país. Su obra cumbre es, quizás, Cruz del Sud, especie de poema lírico en el que, basándose en la época de la conquista española, refleja el influjo de los folclores hispánico e incaico como símbolo de dos civilizaciones en pugna. Y por último, citaremos su Evocation andine, cuadro sinfónico de sugestión india, así como Pericón que, basándose en el cancionero popular de Martín Fierro, compuso este notable músico uruguayo, que es considerado junto con Eduardo Fabini, uno de los compositores más representativos de su país.
Una calle en Montevideo, Uruguay lo recuerda y homenajea.

## Obras
- Poema de las lomas para piano.
- Tabaré (1904)
- Telén y Nagüey, ballet, 1922.
- Evocaciones criollas para guitarra.
- 7 estudios criollos para guitarra.
- Isabela, ballet infantil.
- La Cruz del Sud, ópera.
- Preludios Pampeanos para piano.